# Idioma chumbio
El idioma chumbio o chumbia fue una lengua que se habló en el extremo sudoccidental de Guerrero, un estado en la costa del Pacífico mexicano. En el siglo XIX, Manuel Orozco y Berra comentaba en su Geografía de las lenguas y carta etnográfica de México que esta y otras lenguas compartían un espacio muy reducido en la jurisdicción de Zacatula hacia 1580, que corresponde con el actual occidente de Guerrero. Orozco y Berra menciona indica que no se conoce información sobre estas numerosas hablas, por lo que no se podría decir si son lenguas distintas o son la misma lengua. Por la complejidad lingüística en esa región tan reducida, Orozco y Berra se inclina a pensar que es más probable que fueran la misma lengua. 